# They Came to Baghdad
They Came to Baghdad (Aventura em Bagdá, Brasil / Intriga em Bagdade, Portugal) é um romance de espionagem de Agatha Christie publicado em 1951.

## Enredo
Henry Carmichael, um agente britânico, faz uma descoberta política impressionante e precisa dividi-la com líderes políticos num encontro secreto em Bagdá. Porém, um grupo fascista planeja sabotar a reunião, caçando Henry e uma mulher chamada Anna Scheele, que sumiu misteriosamente.
Enquanto isso, na Inglaterra, uma garota chamada Victoria Jones, que acaba de ser demitida e está sem perspectivas de futuro, conhece um rapaz chamado Edward. A atração é mútua, mas Edward acaba de conseguir um emprego em Bagdá, partindo no dia seguinte. Os dois se separam, mas Victoria é determinada demais para desistir tão fácil. Depois de algumas dificuldades, e fingindo ser a sobrinha do Dr. Pauncefoot Jones, um arqueólogo famoso, consegue um emprego temporário em Bagdá com as despesas de viagem pagas, e vai em busca de Edward, encontrando o local de trabalho dele, o Ramo de Oliveira, comandado pelo misterioso Dr. Rathbone, cujas atividades não são muito claras até mesmo para Edward, seu secretário.
Hospedada no Hotel Tio, Victoria é surpreendida numa noite ao ter seu quarto invadido por Henry Carmichael. O homem foi esfaqueado, e agonizante, profere suas últimas palavras: Lúcifer... Basrah... Lefarge. Sem saber o que fazer, Victoria se vê obrigada a confiar em um dos amigos de Carmichael, outro hóspede do hotel, o Sr. Dakin, começando a trabalhar para ele. Dakin pede a Victoria que arranje um emprego no Ramo de Oliveira, como pretexto para ficar de olho em Rathbone. Além do chefe, Victoria terá que lidar com uma das suas colegas de trabalho, Catherine, com a qual uma rivalidade se inicia instantaneamente. 
Munida apenas das três palavras finais de Henry Carmichael e das informações adicionais dadas por Dakin, não demora para Victoria se ver em sérios apuros, sendo raptada e até mesmo tendo seus cabelos negros tingidos de loiro enquanto estava inconsciente. Intrigada, a jovem precisa fugir para sobreviver, e reencontrar seus aliados.